# Novice (Texas)
Pour les articles homonymes, voir Novice (homonymie).
La ville de Novice est située dans le comté de Coleman, dans l’État du Texas, aux États-Unis. Sa population s’élevait à 139 habitants lors du recensement de 2010, estimée à 132 habitants en 2016.

## Source
- (en) Cet article est partiellement ou en totalité issu de l’article de Wikipédia en anglais intitulé « Novice, Texas » (voir la liste des auteurs).

1. ↑  « Population and Housing Unit Estimates », Bureau du recensement des États-Unis (consulté le 9 juin 2017)
2. ↑  « Census of Population and Housing », Bureau du recensement des États-Unis (consulté le 4 juin 2015)